# Iglesia de la Encarnación (Huétor Vega)
La iglesia de la Encarnación es una iglesia de la localidad española de Huétor Vega, Granada.

## Historia
Fue construida entre 1552 y 1567. En la segunda mita del siglo XVIII sufrió importantes modificaciones.

## Descripción
Es de estilo mudéjar, de planta de cajón, de una sola nave, cubierta con una armadura ochavada de limas moamares, con almizate lleno de lazo de ocho y faldones apeinazados sin capilla mayor diferenciada.